# Grand Prix moto du Portugal 1987
Douzième épreuve du championnat du monde de vitesse moto 1987, le Grand Prix moto du Portugal 1987, est disputé sur le circuit permanent du Jarama, du vendredi 11 au dimanche 13 septembre 1987.
C'est la première édition du Grand Prix moto du Portugal.

## Classement final 500 cm3
| Pos. | Pilote              | Constructeur | Temps/Écart     | Points |
| ---- | ------------------- | ------------ | --------------- | ------ |
| 1    | Eddie Lawson        | Yamaha       | 55 min 20 s 650 | 25     |
| 2    | Randy Mamola        | Yamaha       | +9 s 310        | 20     |
| 3    | Kevin Magee         | Yamaha       | +9 s 720        | 16     |
| 4    | Wayne Gardner       | Honda        | +19 s 250       | 13     |
| 5    | Christian Sarron    | Yamaha       | +41 s 700       | 11     |
| 6    | Niall Mackenzie     | Honda        | +1 min 02 s 390 | 10     |
| 7    | Pierfrancesco Chili | Honda        | +1 min 14 s 390 | 9      |
| 8    | Shunji Yatsushiro   | Honda        | +1 min 26 s 940 | 8      |
| 9    | Ron Haslam          | ELF          | +1 tour         | 7      |
| 10   | Gustav Reiner       | Honda        | +1 tour         | 6      |
| 11   | Bruno Kneubühler    | Honda        | +1 tour         | 5      |
| 12   | Wolfgang von Muralt | Suzuki       | +1 tour         | 4      |
| 13   | Simon Buckmaster    | Honda        | +1 tour         | 3      |
| 14   | Gerhardt Vogt       | Aprilia      | +1 tour         | 2      |
| 15   | Vincenzo Cascino    | Modenas      | +1 tour         | 1      |
| Abd. | Tony Carey          | Suzuki       | Abandon         |        |
| Abd. | Hervé Guilleux      | Fior         | Abandon         |        |
| Abd. | Marco Gentile       | Fior         | Abandon         |        |
| Abd. | Daniel Amatriain    | Honda        | Abandon         |        |
| Abd. | Fabrio Biliotti     | Suzuki       | Abandon         |        |
| Abd. | Rob McElnea         | Yamaha       | Abandon         |        |
| Abd. | Alessandro Valesi   | Honda        | Abandon         |        |
| Abd. | Roger Burnett       | Honda        | Abandon         |        |
| Abd. | Mike Baldwin        | Yamaha       | Abandon         |        |
| Abd. | Raymond Roche       | Cagiva       | Abandon         |        |
| Abd. | Fabio Barchitta     | Honda        | Abandon         |        |
| Abd. | Didier de Radigues  | Cagiva       | Abandon         |        |
| Abd. | Tadahiko Taira      | Yamaha       | Abandon         |        |

## Classement final 250 cm3
| Pos  | Pilote               | Constructeur | Temps/Écart     | Points |
| ---- | -------------------- | ------------ | --------------- | ------ |
| 1    | Anton Mang           | Honda        | 47 min 31 s 330 | 25     |
| 2    | Juan Garriga         | Yamaha       | +0 s 790        | 20     |
| 3    | Martin Wimmer        | Yamaha       | +4 s 600        | 16     |
| 4    | Patrick Igoa         | Yamaha       | +6 s 810        | 13     |
| 5    | Sito Pons            | Honda        | +8 s 930        | 11     |
| 6    | Jean-François Baldé  | Defi         | +14 s 710       | 10     |
| 7    | Reinhold Roth        | Honda        | +14 s 960       | 9      |
| 8    | Dominique Sarron     | Honda        | +21 s 430       | 8      |
| 9    | Luca Cadalora        | Yamaha       | +25 s 640       | 7      |
| 10   | Manfred Herweh       | Honda        | +39 s 640       | 6      |
| 11   | Stéphane Mertens     | Sekitoba     | +1 tour         | 5      |
| 12   | Stefano Caracchi     | Yamaha       | +1 tour         | 4      |
| 13   | Jean-Philippe Ruggia | Yamaha       | +1 tour         | 3      |
| 14   | Jean-Michel Mattioli | Honda        | +1 tour         | 2      |
| 15   | Maurizio Vitali      | Garelli      | +1 tour         | 1      |
| 16   | Guy Bertin           | Honda        | +1 tour         |        |
| 17   | Alberto Puig         | Rieju        | +1 tour         |        |
| 18   | Alberto Rota         | Honda        | +1 tour         |        |
| 19   | René Delaby          | Yamaha       | +1 tour         |        |
| 20   | Bernard Haenggeli    | Honda        | +1 tour         |        |
| 21   | Alain Bronec         | Honda        | +1 tour         |        |
| 22   | Christian Boudinot   | Fior         | +1 tour         |        |
| Abd. | Loris Reggiani       | Aprilia      | Abandon         |        |
| Abd. | Carlos Cardus        | Honda        | Abandon         |        |
| Abd. | Juan Lopez Mella     | Yamaha       | Abandon         |        |
| Abd. | Jean Foray           | Chevalier    | Abandon         |        |
| Abd. | Bruno Bonhuil        | Honda        | Abandon         |        |
| Abd. | Fausto Ricci         | Honda        | Abandon         |        |
| Abd. | Carlos Lavado        | Yamaha       | Abandon         |        |
| Abd. | Harald Eckl          | Honda        | Abandon         |        |
| Abd. | Urs Luzi             | Honda        | Abandon         |        |
| Abd. | Xavier Cardelus      | JJ Cobas     | Abandon         |        |
| Abd. | Ivan Palazzese       | Yamaha       | Abandon         |        |
| Abd. | Donnie Mcleod        | EMC          | Abandon         |        |

## Classement final 125 cm3
| Pos  | Pilote             | Constructeur | Temps/Écart     | Points |
| ---- | ------------------ | ------------ | --------------- | ------ |
| 1    | Paolo Casoli       | AGV          | 44 min 23 s 150 | 25     |
| 2    | Domenico Brigaglia | AGV          | +8 s 890        | 20     |
| 3    | Lucio Pietroniro   | MBA          | +32 s 530       | 16     |
| 4    | Mike Leitner       | MBA          | +1 min 800/1000 | 13     |
| 5    | Ezio Gianola       | Honda        | +1 min 18 s 410 | 11     |
| 6    | Gastone Grassetti  | MBA          | +1 min 18 s 600 | 10     |
| 7    | Jean-Claude Selini | MBA          | +1 min 27 s 920 | 9      |
| 8    | Adi Stadler        | MBA          | +1 min 28 s 450 | 8      |
| 9    | Ivan Troisi        | MBA          | +1 min 28 s 940 | 7      |
| 10   | Thierry Feuz       | MBA          | +1 min 36 s 100 | 6      |
| 11   | Willy Perez        | Tunturi      | +1 tour         | 5      |
| 12   | Hakan Olsson       | Starol       | +1 tour         | 4      |
| 13   | Bady Hassaine      | MBA          | +1 tour         | 3      |
| 14   | Alan Scott         | EMC          | +1 tour         | 2      |
| 15   | Robin Appleyard    | MBA          | +1 tour         | 1      |
| 16   | Antonio Oliveros   | MBA          | +1 tour         |        |
| 17   | Paul Bordes        | MBA          | +1 tour         |        |
| 18   | Robin Milton       | MBA          | +1 tour         |        |
| Abd. | Heinz Lüthi        | Honda        | Abandon         |        |
| Abd. | Fausto Gresini     | Garelli      | Abandon         |        |
| Abd. | Andres Sanchez     | Ducados      | Abandon         |        |
| Abd. | Pierpaolo Bianchi  | MBA          | Abandon         |        |
| Abd. | Jssi Hautaniemi    | MBA          | Abandon         |        |
| Abd. | August Auinger     | MBA          | Abandon         |        |
| Abd. | Fleming Kistrup    | MBA          | Abandon         |        |
| Abd. | Esa Kytola         | MBA          | Abandon         |        |
| Abd. | Olivier Liégeois   | Assmex       | Abandon         |        |
| Abd. | Hubert Abold       | Honda        | Abandon         |        |

## Classement final 80 cm3
| Pos  | Pilote             | Constructeur | Temps/Écart | Points |
| ---- | ------------------ | ------------ | ----------- | ------ |
| 1    | Jorge Martinez     | Derbi        |             | 25     |
| 2    | Manuel Herreros    | Derbi        |             | 20     |
| 3    | Gerhard Waibel     | Krauser      |             | 16     |
| 4    | Hubert Abold       | Krauser      |             | 13     |
| 5    | Stefan Dörflinger  | Krauser      |             | 11     |
| 6    | Horst Seel         | Rieju        |             | 10     |
| 7    | Joan Bolart        | Rieju        |             | 9      |
| 8    | Paolo Priori       | Krauser      |             | 8      |
| 9    | Julian Miralles    | Derbi        |             | 7      |
| 10   | Herri Torrontegui  | Rieju        |             | 6      |
| 11   | Hans Spaan         | Casal        |             | 5      |
| 12   | Josef Fischer      | Krauser      |             | 4      |
| 13   | Günter Schirnhofer | Krauser      |             | 3      |
| 14   | Wilco Zeelenberg   | Casal        |             | 2      |
| 15   | Theo Timmer        | Casal        |             | 1      |
| 16   | Chris Baert        | Seel         |             |        |
| 17   | Serge Julin        | Casal        |             |        |
| Abd. | Jose Saez          | Autisa       | Abandon     |        |
| Abd. | Ian McConnachie    | Autisa       | Abandon     |        |
| Abd. | Luis Miguel Reyes  | Autisa       | Abandon     |        |
| Abd. | Alex Criville      | Rieju        | Abandon     |        |
| Abd. | Alex Barros        | Rieju        | Abandon     |        |
| Abd. | Stuart Edwards     | Casal        | Abandon     |        |